# موسیقی متن تیم ای‌تی‌اندتی ایالات متحده
موسیقی متن تیم ای‌تی‌اندتی ایالات متحده (انگلیسی: AT&T Team USA Soundtrack) مجموعه‌ای ورزشی است که توسط هنرمندان متفاوت برای بازی‌های المپیک تابستانی ۲۰۰۸ در پکن ساخته شده‌است.